# Берездівська сільська територіальна громада
Берездівська сільська територіальна громада — територіальна громада в Україні, в Шепетівському районі (до 19 липня 2020 року Славутський район) Хмельницької області. Адміністративний центр — село Берездів.
Площа громади — 316,39 км², населення — 8641 мешканець (2018).
Утворена 13 серпня 2015 року шляхом об'єднання Берездівської, Великоправутинської, Горицької, Дяківської, Малоправутинської, Манятинської, Мирутинської, Мухарівської, Печиводської, Піддубецької, Ставичанської, Сьомаківської та Хвощівської сільських рад.
Громада розташована на півночі району. Межує на північному заході з Рівненською областю, на сході з Житомирською областю, на півдні з Михайлюцькою та Улашанівською сільською громадою, на заході з Ганнопільською сільською громадою.
Розташована в межах Волинської височини. Територією громади течуть річки Жариха, Корчик та інші менші річки.

## Населені пункти
До складу громади входять 27 сіл:
| Село             | Населення (2015) |
| ---------------- | ---------------- |
| Берездів         | 1139             |
| Малий Правутин   | 557              |
| Гориця           | 521              |
| Мирутин          | 520              |
| Мухарів          | 511              |
| Красностав       | 429              |
| Великий Правутин | 427              |
| Манятин          | 423              |
| Селичів          | 375              |
| Сьомаки          | 374              |
| Дяків            | 360              |
| Плоска           | 340              |
| Печиводи         | 312              |
| Ставичани        | 301              |
| Піддубці         | 272              |
| Кутки            | 266              |
| Яблунівка        | 254              |
| Хвощівка         | 327              |
| Красносілка      | 207              |
| Тростянець       | 194              |
| Бесідки          | 166              |
| Зубівщина        | 185              |
| Модестівка       | 121              |
| Шагова           | 83               |
| Веселинівка      | 41               |
| Улянівка         | 19               |
| Михайлівка       | 2                |

## Інфраструктура
На території громади 6 загальноосвітніх навчальних закладів І-ІІ ступенів, 6 загальноосвітніх навчальних закладів І ступеня, 10 закладів позашкільної освіти, 34 заклади фізичної культури, 18 амбулаторій та поліклінік, 1 лікарня, 1 ФАП.

## Нотатки
1. ↑  До 19 липня 2020 року Берездівська громада входила до складу Славутського району, який в результаті адміністративно-територіальної реформи в Україні 2020 року був ліквідований[1].